# SexLikeReal
SexLikeReal (SLR) は、ブイアールポルノ共有サイト、また、VRライブ配信プラットフォーム、それとも、制作会社とVRテクノロジーの開発者である。SexLikeRealは2015年に、VR Bangers、VR Conk、BadoinkVR、VirtualrealpornなどのNetflixのようなVRポルノ配信サービスとともに、最大のプラットフォームの1つとして立ち上げられました。SexLikeRealは、XBIZやその他の主要なアダルトエンタテインメントメディアで取り上げられています。Venture Beatによると、SexLikeRealは、アダルトエンタテインメントとバーチャルリアリティテクノロジーを組み合わせたパイオニアである。

## 歴史
SexLikeRealは2015年にアレックス・ノヴァク（Alex Novak）によって設立されました。
2016年に、SexLikeRealはAndroid用およびWindows用のVRポルノアプリをリリースされました。
2018年、SexLikeRealのVRアプリは60万人以上のユーザーによってダウンロードされました。
2019年、SLRは、KiirooのFleshlight LaunchみたいビデオとシンクロするためのテレディルドニクスをサポートするAndroidアプリをリリースしました。
2020年、SexLikeRealは月間のユーザーが150万人だと報告しました。SexLikeRealは、ビデオを視聴するためのネイティブのVRポルノアプリを開発しました。その理由は、立体視60FPSを備えた5K /6K180ºが標準になっていれも、Webブラウザーが高解像度のビデオを再生できません。

## 概説
SexLikeRealには、193の主要なVRビデオ生産者からの13,000本以上の映画が集められています。2021年の時点で、SexLikeRealには女性のVRウェブカメラを見ることが可能です。
SexLikeRealのアプリは、Oculus Quest、Valve Index、HP Reverb G2、Windows MR、Oculus Go、HTC Vive、Gear VR、特にOculusRiftと互換性があります。PS4ProおよびPlayStationProは、SexLikeRealの高解像度のVRビデオを再現できません。
SexLikeRealは、北米やヨーロッパだけでなく、日本やその他のアジア諸国を含む多くの国や地域で人気があります。
なお、日本からのアクセスだとsexlikereal.jpに自動的にアクセスされることになり、閲覧本数が大幅に減る(2087本)特徴がある。
そのため、VPN接続し、sexlikereal.com(19181本)閲覧がお得感がある。

## テクノロジー
SexLikeRealアプリは、各ヘッドセット設定を自動的に提供するワンクリックVRビデオプレーヤーです。
SexLikeRealは、VRヘッドセットのSexLikeRealポルノライブラリへのアクセスや、完全な没入型技術の開発へのアクセスを提供します。SexLikeRealアプリは、OculusQuestおよびQuest2、Rift、Valve Index、Windows Mixed Reality、HTCViveと互換性があります。

## 互換性
SexLikeRealアプリは、TheHandy、Fleshlight Launch、Kiiroo Keon、Onyx +などのいくつかのセックスのおもちゃと互換性があります。
TheHandyインタラクティブなセックスのおもちゃ（プロキシアプリや追加の電話は必要ありません。SexLikeRealアプリやDeoVRプレーヤーから直接連携します）
Fleshlight Launch、Kiiroo Keon、Onyx +（Android携帯にSexLikeReal Interactiveをインストールするのみです）

## 受賞
2021年に、SexLikeRealはChicagoreaderによって最高の一つのVRポルノサイトだと宣言されました。
2021年に、GFY AwardsはSexLikeRealを最高のVRアフィリエイトプログラムだと宣言しました。